# Günther Müller
Günther Müller (ur. 27 września 1934 w Pasawie, zm. 28 lutego 1997 w Bonn) – niemiecki polityk i historyk, deputowany do Bundestagu, poseł do Parlamentu Europejskiego II i III kadencji.

## Życiorys
Kształcił się w Bayerische Sportakademie w Monachium, następnie studiował historię, dziennikarstwo i germanistykę na Uniwersytecie Ludwika i Maksymiliana w Monachium. W 1955 dołączył do Socjaldemokratycznej Partii Niemiec. Był przewodniczącym bawarskich struktur socjaldemokratycznego związku studentów. W latach 1963–1967 pełnił funkcję federalnego przewodniczącego młodzieżówki SPD Jusos. W 1965 po raz pierwszy wybrany na posła do Bundestagu, zasiadał w nim nieprzerwanie do 1994. Reprezentował niemiecki parlament w Zgromadzeniu Parlamentarnym Rady Europy. W 1972 opuścił socjaldemokratów i z ramienia komitetu wyborczego „Soziale Demokraten '72” wszedł w skład rady miejskiej Monachium (był radnym do 1978). Również w 1972 został przyjęty do Unii Chrześcijańsko-Społecznej. W latach 1988–1989 i 1992–1993 był równocześnie eurodeputowanym II i III kadencji, zasiadając we frakcji chadeckiej.